# Wirkung (Physik)
Die Wirkung {\displaystyle S} (früher auch als Aktion bezeichnet) ist in der theoretischen Physik eine physikalische Größe mit der Dimension Energie mal Zeit oder Länge mal Impuls. Sie hat also dieselbe Dimension wie der Drehimpuls, ist aber in der Quantenmechanik im Gegensatz zum Drehimpuls nicht gequantelt. 
Die Wirkung ist ein Funktional, das die physikalisch durchlaufenen Bahnen in der Menge der denkbaren Bahnen auszeichnet. Die Bewegungsgleichungen der physikalisch durchlaufenen Bahnen besagen, dass bei festgehaltenem Anfangs- und Endpunkt im Phasenraum die Wirkung der physikalischen Bahn unter allen denkbaren Bahnen einen lokalen Extremwert annimmt. Diese Bedingung heißt Hamiltonsches Prinzip oder Prinzip der kleinsten Wirkung.

## Wirkung eines Punktteilchens
In der klassischen Mechanik ordnet die Wirkung {\displaystyle S} jeder zweifach differenzierbaren Bahn {\displaystyle \Gamma \colon t\mapsto x(t)\,}, die ein Punktteilchen mit der Zeit {\displaystyle t} von einem Anfangspunkt {\displaystyle {\underline {x}}=x(t_{1})} zu einem Endpunkt {\displaystyle {\overline {x}}=x(t_{2})} durchläuft, den Wert des Integrals
{\displaystyle S[\Gamma ]=\int _{t_{1}}^{t_{2}}L\!\left(t,x(t),{\frac {\mathrm {d} x}{\mathrm {d} t}}(t)\right)\,\mathrm {d} t}
zu. Dabei ist in Newtons Mechanik
die Lagrangefunktion {\displaystyle L(t,x,v)} eines Teilchens der Masse {\displaystyle m}, das sich im Potential {\displaystyle V(t,x)} bewegt, 
die Differenz von kinetischer und potentieller Energie
als Funktion der Zeit {\displaystyle t}, des Ortes {\displaystyle x} und der Geschwindigkeit {\displaystyle v},
{\displaystyle L(t,x,v)={\frac {1}{2}}\,m\,v^{2}-V(t,x)\ .}
Im Integranden der Wirkung {\displaystyle S[\Gamma ]} wird für {\displaystyle x} der Ort {\displaystyle x(t)} der Bahn zur Zeit {\displaystyle t} und für {\displaystyle v} seine Zeitableitung {\displaystyle {\frac {\mathrm {d} x}{\mathrm {d} t}}(t)} eingesetzt.
Das Integral dieser verketteten Funktion der Zeit ist die Wirkung der Bahn {\displaystyle \Gamma \colon t\mapsto x(t)}.
Verglichen mit der Wirkung aller anderen zweifach differenzierbaren Bahnen, die anfänglich durch {\displaystyle {\underline {x}}} und schließlich durch {\displaystyle {\overline {x}}} laufen, ist die Wirkung der physikalischen Bahn minimal, denn ihre Bewegungsgleichung
{\displaystyle m{\frac {\mathrm {d} ^{2}x}{\mathrm {d} t^{2}}}+\partial _{x}V(t,x)=0}
ist die Euler-Lagrange-Gleichung der Wirkung {\displaystyle S}.

## Beispiel: harmonischer Oszillator
Beispielsweise ist
{\displaystyle L(t,x,v)={\frac {1}{2}}mv^{2}-{\frac {1}{2}}m\omega ^{2}x^{2}}
die Lagrangefunktion eines harmonischen Oszillators mit Masse {\displaystyle m} und der Federkonstanten {\displaystyle \kappa =m\omega ^{2}}.
Die physikalischen Bahnen genügen der Euler-Lagrange-Gleichung, der zufolge zu allen Zeiten {\displaystyle t} die Euler-Ableitung
{\displaystyle {\frac {\partial L}{\partial x}}-{\frac {\mathrm {d} }{\mathrm {d} t}}{\frac {\partial L}{\partial v}}=-m\left(\omega ^{2}x+{\frac {\mathrm {d} }{\mathrm {d} t}}v\right)}
verschwindet, wenn man für {\displaystyle x} den Ort {\displaystyle x(t)} einsetzt, der zur Zeit {\displaystyle t} durchlaufen wird, und für
{\displaystyle v} die Zeitableitung der Bahn {\displaystyle {\frac {\mathrm {d} }{\mathrm {d} t}}x(t)}.
Die zu {\displaystyle L} gehörigen physikalischen Bahnen {\displaystyle t\mapsto x(t)} erfüllen also
{\displaystyle -m\left({\frac {\mathrm {d} ^{2}}{\mathrm {d} t^{2}}}x(t)+\omega ^{2}x(t)\right)=0}.
Jede Lösung dieser Gleichung ist von der Form
{\displaystyle \Gamma _{A,\alpha }\colon t\mapsto x(t)=A\cos(\omega t-\alpha )},
wobei {\displaystyle A} die Amplitude der Schwingung und {\displaystyle \alpha } ihre Phasenverschiebung ist.
Zur Zeit {\displaystyle t_{1}} durchläuft sie den Ort {\displaystyle {\underline {x}}=A\cos(\omega t_{1}-\alpha )} und 
zur Zeit {\displaystyle t_{2}} den Ort {\displaystyle {\overline {x}}=A\cos(\omega t_{2}-\alpha )}.
Ihre Wirkung ist das Integral
{\displaystyle S[\Gamma _{A,\alpha }]=\int _{t_{1}}^{t_{2}}\mathrm {d} t\,{\frac {1}{2}}m\,A^{2}\,\omega ^{2}{\bigl (}\sin ^{2}(\omega t-\alpha )-\cos ^{2}(\omega t-\alpha ){\bigr )}}.
Das Integral kann mit dem Additionstheorem
{\displaystyle \cos ^{2}\beta -\sin ^{2}\beta =\cos(2\beta )}
leicht ausgewertet werden, aber das ist für unsere Betrachtungen unerheblich,
{\displaystyle S[\Gamma _{A,\alpha }]=-\int _{t_{1}}^{t_{2}}\mathrm {d} t\,{\frac {1}{2}}m\,A^{2}\,\omega ^{2}\cos 2(\omega t-\alpha )={\frac {1}{4}}m\,A^{2}\omega {\bigl (}\sin 2(\omega t_{2}-\alpha )-\sin 2(\omega t_{1}-\alpha ){\bigr )}}.
Auf jeder anderen Bahn 
{\displaystyle \Gamma _{A,\alpha }+\delta \colon t\mapsto A\cos(\omega t-\alpha )+\delta (t)},
die zwischenzeitlich um {\displaystyle \delta (t)} ein wenig von {\displaystyle \Gamma _{A,\alpha }}
abweicht, {\displaystyle \delta (t_{1})=\delta (t_{2})=0}, unterscheidet sich die Wirkung in
erster Ordnung in {\displaystyle \delta } um
{\displaystyle \delta S[\Gamma _{A,\alpha },\delta ]=S[\Gamma _{A,\alpha }+\delta ]-S[\Gamma _{A,\alpha }]=\int _{t_{1}}^{t_{2}}\mathrm {d} t\,A\,m\,\omega {\bigl (}-\sin(\omega t-\alpha ){\dot {\delta }}(t)-\omega \cos(\omega t-\alpha )\delta (t){\bigr )}\ .}
Partielle Integration wälzt im ersten Term die Ableitung von {\displaystyle {\dot {\delta }}} ohne Randterme (weil dort {\displaystyle \delta } verschwindet) mit einem
Minuszeichen auf {\displaystyle \sin(\omega t-\alpha )} ab und ergibt für alle zwischenzeitlichen Änderungen {\displaystyle \delta (t)} das Negative des zweiten Terms
{\displaystyle \delta S=\int _{t_{1}}^{t_{2}}\mathrm {d} t\,A\,m\,\omega ^{2}{\bigl (}\cos(\omega t-\alpha )\delta (t)-\cos(\omega t-\alpha )\delta (t){\bigr )}=0\ .}
Es ist also die Wirkung jeder physikalischen Bahn stationär unter allen zwischenzeitlichen Änderungen.

## Bedeutung in der Theoretischen Physik
Die Wirkung als Funktional von Bahnen oder Feldern ist auch grundlegend für
- die relativistische Mechanik
- die Quantenmechanik, vgl. Variationsmethode (Quantenmechanik)
- die Maxwellgleichungen der Elektrodynamik
- die Einsteingleichungen der Allgemeinen Relativitätstheorie
- das Standardmodell der elementaren Wechselwirkungen.

### Lehrbücher
- Herbert Goldstein, Charles P. Poole, John L. Safko: Klassische Mechanik (= Lehrbuch Physik). 3., vollst. überarb. und erw.  Auflage. Wiley-VCH, Weinheim 2006, ISBN 978-3-527-40589-3.
- Andreas Knauf: Mathematische Physik: klassische Mechanik (= Masterclass). 2., überarbeitete und ergänzte  Auflage. Springer Spektrum, Berlin [Heidelberg] 2017, ISBN 978-3-662-55775-4, doi:10.1007/978-3-662-55776-1.
- Friedhelm Kuypers: Klassische Mechanik. 10.  Auflage. Wiley-VCH Verlag GmbH & Co. KGaA, Weinheim 2016, ISBN 978-3-527-33960-0.
- Florian Scheck: Theoretische Physik. 1: Mechanik, von den Newtonschen Gesetzen zum deterministischen Chaos (= Springer-Lehrbuch). 8.  Auflage. Springer, Berlin Heidelberg 2007, ISBN 978-3-540-71377-7.

### Weiterführende Literatur
- Agoston Budó: Theoretische Mechanik (= Hochschulbücher für Physik. Band 25). 8. Auflage. DVW, Berlin 1976 (uni-leipzig.de).
- V. I. Arnolʹd: Mathematical methods of classical mechanics (= Graduate texts in mathematics. Band 60). 2nd ed Auflage. Springer, New York 1997, ISBN 978-0-387-96890-2 (englisch).
- Cora S. Lüdde, Reiner M. Dreizler: Theoretical Mechanics (= Graduate Texts in Physics). Springer Berlin Heidelberg, Berlin, Heidelberg 2010, ISBN 978-3-642-11137-2, doi:10.1007/978-3-642-11138-9 (englisch).